# ニノ・シューター
ニノ・シューター（Nino Schurter、1986年5月13日 - ）は、スイス、ズーラウラ出身の自転車競技（マウンテンバイクレース・クロスカントリー(XC)）選手。

## 主な戦歴
2008年
- 北京オリンピック・クロスカントリー 3位

2009年
- マウンテンバイク世界選手権 優勝

2010年
- UCIマウンテンバイクワールドカップ XC 総合優勝

2011年
- マウンテンバイク世界選手権
  - クロスカントリー 2位
  - チームリレー 2位
- UCIマウンテンバイクワールドカップ XC 総合2位。

2012年
- UCIマウンテンバイクワールドカップ XC 総合優勝
- スイス選手権・XC 優勝
- ロンドンオリンピック・クロスカントリー 2位
- マウンテンバイク世界選手権・XC 優勝

2013年
- UCIマウンテンバイクワールドカップ XC 総合優勝
- スイス選手権・XC 優勝
- マウンテンバイク世界選手権・XC 優勝

2014年
- UCIマウンテンバイクワールドカップ XC 総合2位
- スイス選手権・XC 優勝
- マウンテンバイク世界選手権・XC 2位

2015年
- UCIマウンテンバイクワールドカップ XC 総合優勝
- マウンテンバイク世界選手権・XC 優勝

2016年
- UCIマウンテンバイクワールドカップ XC 総合2位
- リオデジャネイロオリンピック・クロスカントリー 優勝
- マウンテンバイク世界選手権・XC 優勝

2017年
- Absa Cape Epic（英語版） 総合優勝
- UCIマウンテンバイクワールドカップ XC 総合優勝
- マウンテンバイク世界選手権・XC 優勝

2018年
- UCIマウンテンバイクワールドカップ XC 総合優勝
- マウンテンバイク世界選手権・XC 優勝

2019年
- Absa Cape Epic（英語版） 総合優勝
- マウンテンバイク世界選手権・XC 優勝